# Lovro Bizjak
Lovro Bizjak (Šmartno ob Paki, 12 novembre 1993) è un calciatore sloveno, attaccante della Lokomotiv Plovdiv.

## Palmarès

### Club

#### Competizioni nazionali
- Campionato moldavo: 1

Sheriff Tiraspol: 2020-2021

### Individuale
- Capocannoniere della Druga slovenska nogometna liga: 1

2015-2016 (14 reti)